# Roberto Amici
Roberto Amici (ur. 20 sierpnia 1969) – włoski duchowny rzymskokatolicki, od 2011 przełożony generalny Zgromadzenia Synów Najświętszej Maryi Niepokalanej.

## Życiorys
Święcenia kapłańskie przyjął 6 stycznia 1999. Urząd przełożonego generalnego pełni od 11 lipca 2011.